# Donny de Groot
Donny de Groot (Gouda, 16 augustus 1979) is een Nederlands voormalig voetballer die bij voorkeur in de aanval speelde.

## Carrière
De Groot speelde als amateur tot en met zijn 18e voor UNIO uit Oudewater, de plaats waar De Groot opgroeide. en vertrok later naar FC Utrecht. In het seizoen 1999/2000 speelde hij zijn eerste twee wedstrijden voor FC Utrecht op het hoogste niveau. Zijn doorbraak bleef uit en in tweeënhalf seizoen in Utrecht kwam hij vijfmaal uit voor de hoofdmacht. In 2001 werd hij verhuurd aan FC Volendam, waar hij het seizoen afmaakte en in vijftien wedstrijden negenmaal scoorde. Het seizoen dat volgde werd De Groot uitgeleend aan Emmen, waar hij met dertig doelpunten in 31 wedstrijden topscorer van de Eerste divisie werd. Hij keerde voor het seizoen terug bij FC Utrecht, waar hij nog 23 competitiewedstrijden zou spelen. Na een jaar bij RBC Roosendaal tekende hij in 2005 een contract bij De Graafschap, waar hij de geblesseerde Jhon van Beukering verving. Later in het seizoen maakte deze zijn rentree en moesten de twee aanvallers uitvechten wie in de spits mocht spelen.
In het seizoen 2006/07 kwam De Groot uit voor AEK Larnaca. De spits tekende voor twee jaar bij de Cypriotische club. De Graafschap ontving geen transfersom voor De Groot, die tot 1 juli de mogelijkheid had transfervrij te vertrekken uit Doetinchem. De aanvaller schermde met belangstelling uit Engeland en Portugal.
In 2007 keerde hij terug bij De Graafschap waar hij een tweejarig contract tekende. Omdat hij bij de Graafschap weinig speelminuten kreeg, trok hij begin 2009 naar de Australische club Newcastle Jets. Daar raakte hij al snel op een zijspoor en in januari 2010 keerde hij weer terug naar zijn geboorteland. Hij tekende in Nederland een contract bij de Eerste-divisionist Go Ahead Eagles. Twee dagen, nadat hij zijn contract had getekend kon hij gelijk zijn opwachting maken voor zijn nieuwe ploeg. De kwartfinale om de KNVB Beker tegen NAC Breda stond op het programma. Na 45 minuten mocht hij van coach Andries Ulderink zijn opwachting maken en bekroonde zijn debuut met twee doelpunten.
Op 6 augustus 2010 tekende hij een eenjarige verbintenis bij RKC Waalwijk. De Groot werd met de club vervolgens kampioen in de Eerste divisie. Hijzelf scoorde dat seizoen twintig competitiegoals. In plaats van met RKC naar de Eredivisie te promoveren, tekende De Groot op 3 juni 2011 een tweejarig contract bij Willem II, dat hem transfervrij over kon nemen. Willem II was op dat moment net naar de Eerste divisie gedegradeerd. In oktober 2012 stapte De Groot over naar het Belgische Sint-Truiden. Daar speelde hij in de Belgische Tweede Klasse. In het seizoen 2013/2014 werd hij uitgeleend aan FC Eindhoven, waar hij speelde op amateurbasis. Hij tekende in september 2014 een tweejarig contract bij Fortuna Sittard, dat hem transfervrij inlijfde. Hiervan maakte hij één jaar vol, want in augustus 2015 zette hij vanwege aanhoudende blessures een punt achter zijn actieve loopbaan. De Groot werd in plaats daarvan jeugdtrainer en daarnaast assistent van het eerste bij Fortuna.

## Clubstatistieken
| Seizoen | Club                  | Competitie     | Duels | Goals |
| ------- | --------------------- | -------------- | ----- | ----- |
| 1999/00 | FC Utrecht            | Eredivisie     | 2     | 0     |
| 2000/01 | FC Utrecht            | Eredivisie     | 0     | 0     |
| 2001/02 | FC Utrecht            | Eredivisie     | 3     | 0     |
| 2001/02 | → FC Volendam (huur)  | Eerste divisie | 15    | 9     |
| 2002/03 | → Emmen (huur)        | Eerste divisie | 31    | 30    |
| 2003/04 | FC Utrecht            | Eredivisie     | 23    | 5     |
| 2004/05 | RBC Roosendaal        | Eredivisie     | 17    | 7     |
| 2005/06 | RBC Roosendaal        | Eredivisie     | 7     | 0     |
| 2005/06 | De Graafschap         | Eerste divisie | 25    | 13    |
| 2006/07 | AEK Larnaca           | A Divizion     | 23    | 9     |
| 2007/08 | De Graafschap         | Eredivisie     | 28    | 8     |
| 2008/09 | De Graafschap         | Eredivisie     | 8     | 0     |
| 2009/10 | Newcastle Jets        | A-League       | 4     | 0     |
| 2009/10 | Go Ahead Eagles       | Eerste divisie | 10    | 3     |
| 2010/11 | RKC Waalwijk          | Eerste divisie | 34    | 20    |
| 2011/12 | Willem II             | Eerste divisie | 32    | 14    |
| 2012/13 | Willem II             | Eredivisie     | 0     | 0     |
| 2012/13 | Sint-Truiden          | Tweede Klasse  | 24    | 6     |
| 2013/14 | → FC Eindhoven (huur) | Eerste divisie | 27    | 12    |
| 2014/15 | FC Eindhoven          | Eerste divisie | 1     | 0     |
| 2014/15 | Fortuna Sittard       | Eerste divisie | 20    | 0     |
| Totaal  | Totaal                | Totaal         | 334   | 136   |

## Erelijst
FC Utrecht
- KNVB Beker

2003/04
 RKC Waalwijk
- Kampioen Eerste divisie

2010/11